# ولایت عشق
ولایت عشق مجموعهٔ تلویزیونی ایرانی به کارگردانی مهدی فخیم‌زاده است که در سال ۱۳۷۹ از شبکهٔ یک سیما به روی آنتن رفت. موضوع این مجموعه دربارهٔ زندگی علی بن موسی الرضا و آوردن او به مرو و دوران نیابت و مرگ او بود.
این سریال از شبکه الکوثر و آی‌ فیلم با دوبله به زبان عربی با عنوان غریب طوس پخش شده‌ است و در کشور های عرب‌ زبان با این نام شناخته می‌شود. 

## خلاصه داستان
داستان با مرگ هارون الرشید خلیفه عباسی و روی کار آمدن پسرش امین آغاز می‌ شود؛ در ادامه جنگ امین و برادرش مامون، خلافت مأمون و آوردن علی بن موسی الرضا به مرو به نمایش کشیده‌ است . همچنین به بیان روایات شیعه در این زمینه از جمله نماز باران ، نماز عید فطر و مناظرات بین ادیان می‌ پردازد.

## بازیگران
| بازیگر             | نقش                                         |
| ------------------ | ------------------------------------------- |
| فرخ نعمتی          | علی بن موسی - بدون نمایش چهره (در هاله نور) |
| محمد صادقی         | مأمون عباسی                                 |
| اکبر زنجانپور      | فضل ابن سهل                                 |
| دانیال حکیمی       | عمرو بن رجا                                 |
| بیژن امکانیان      | ابن عقیل                                    |
| لادن طباطبایی      | طاهره                                       |
| مریلا زارعی        | گلناز دختر فضل                              |
| فتحعلی اویسی       | رجاء ابن ابی ضحاک                           |
| عنایت‌الله بخشی     | عیسی جلودی                                  |
| بیتا فرهی          | آذردخت                                      |
| غلامرضا طباطبایی   | اباصلت هروی                                 |
| مهدی فخیم‌زاده      | علی ابن عثمان                               |
| حبیب دهقان‌نسب      | داوود                                       |
| فریماه فرجامی      | زبیده                                       |
| رامبد جوان         | امین عباسی                                  |
| داوود رشیدی        | فضل بن ربیع                                 |
| سیروس گرجستانی     | ابو یونس                                    |
| سیروس ابراهیم‌زاده  | هشام بن ابراهیم همدانی                      |
| احمد نجفی          | هارون الرشید                                |
| عنایت‌الله شفیعی    | جعفر ابن اسحاق                              |
| حبیب اسماعیلی      | ابراهیم                                     |
| عباس امیری مقدم    | اسماعیل                                     |
| ولی‌الله مؤمنی      | طاهر بن حسین                                |
| مظفر مقدم          | هرثمه                                       |
| کاظم هژیرآزاد      | ابن ابی عمران                               |
| فخرالدین صدیق‌شریف  | دعبل خزاعی                                  |
| شیرین کاظمی        | دختر مأمون                                  |
| لیدا جوادی         | همسر مأمون                                  |
| سیروس کهوری نژاد   | یوسف                                        |
| رامسین کبریتی      | حسین                                        |
| میرحسین معلومی     |                                             |
| محسن زهتاب         |                                             |
| محمدرضا ایزدی یکتا |                                             |
| میرصلاح حسینی      |                                             |
| علی امجدی          | عیسی ابن ماهان                              |
| اردشیر تفتی        | زندان بان                                   |
| محمدحسین زوارکعبه  |                                             |
| احمد مایانی        |                                             |
| مهرداد بازرگانی    |                                             |
| حسین ایل بیگی      |                                             |
| مهدی میامی         | کثیر                                        |
| رضا سعیدی          | بکرابن معتمد                                |
| محمود بنفشه‌خواه    |                                             |
| لیلا برخورداری     |                                             |
| اتابک نادری        |                                             |
| سعیده عرب          |                                             |
| نسرین خسروانی      |                                             |

## جوایز و نامزدها
| ۱۳۸۱ | ششمین دوره جشن حافظ |                                  |               |          |
| ۱۳۸۱ | ششمین دوره جشن حافظ | بهترین کارگردانی تلویزیونی       | مهدی فخیم‌زاده | برنده    |
| ۱۳۸۱ | ششمین دوره جشن حافظ | بهترین فیلمنامه تلویزیونی        | مهدی فخیم‌زاده | نامزدشده |
| ۱۳۸۱ | ششمین دوره جشن حافظ | بهترین بازیگر مرد درام تلویزیونی | محمد صادقی    | نامزدشده |
| ۱۳۸۱ | ششمین دوره جشن حافظ | بهترین بازیگر مرد درام تلویزیونی | اکبر زنجانپور | برنده    |
| ۱۳۸۱ | ششمین دوره جشن حافظ | بهترین بازیگر زن درام تلویزیونی  | مریلا زارعی   | نامزدشده |
| ۱۳۸۱ | ششمین دوره جشن حافظ | بهترین بازیگر زن درام تلویزیونی  | بیتا فرهی     | نامزدشده |

## فیلم تلویزیونی
نسخه سینمایی با خلاصه کردن سریال در سال ۱۳۸۰ از شبکه یک پخش شد.